# 제이미 머리
제이미 머리(영어: Jamie Murray, OBE, 1986년 2월 13일~)는 영국 스코틀랜드의 복식 전문 테니스 선수이다. 영국에서 가장 높은 단식 세계 랭킹을 갖고 있는 테니스 선수인 앤디 머리의 형이기도 하다.
그는 유난히 긴 팔을 이용해 아무리 어려운 공이라도 팔을 뻗어 받아낸다고 하여 '스트레치(Stretch)'라는 별명을 가졌다. 2007년 윔블던 혼합 복식에 세르비아의 옐레나 얀코비치와 함께 출전하여 우승하였다.

## 서훈
- 2016년 대영 제국 훈장 4등급(OBE) 수훈[1]

## 주해
1. ↑  ‘뻗다’라는 의미의 영어 단어.